# Hawley (Kent)
Hawley es un pueblo del distrito de Dartford, en el condado de Kent (Inglaterra). Se encuentra al este de Wilmington y entre la carretera A2 y la autopista M25. Junto con Sutton-at-Hone forma parte de la parroquia de Sutton-at-Hone and Hawley.